# Гостижа
Гостижа (Гостинка) — река в Тверской области России.
Протекает по территории Зубцовского района. Исток находится в заболоченном лесу к северо-востоку от деревни Харитоново Ржевского района, у города Зубцова впадает в реку Вазузу в 3,3 км от её устья по левому берегу. Длина реки составляет 14 км. Вдоль течения реки расположены населённые пункты Зубцовского сельского поселения — деревни Бабилово, Паршино и Зуево.

## Данные водного реестра
По данным государственного водного реестра России относится к Верхневолжскому бассейновому округу, водохозяйственный участок реки — Вазуза от истока до Зубцовского гидроузла, без реки Яуза до Кармановского гидроузла, речной подбассейн реки — бассейны притоков (Верхней) Волги до Рыбинского водохранилища. Речной бассейн реки — (Верхняя) Волга до Куйбышевского водохранилища (без бассейна Оки).
Код объекта в государственном водном реестре — 08010100312110000001470.